# Вигорозо да Сиена
Вигорòзо да Сиèна (на италиански: Vigoroso da Siena; * ок. 1240, † ок. 1295, Сиена, Сиенска република) e италиански художник и миниатюрист от Сиенската школа, работил през последната четвърт на XIII век.

## Биография
Първото споменаване на името на художника се отнася към ноември 1276 г.: в документите Вигорозо фигурира като жител на Сиена, но откъде е родом записът не съобщава. По-нататък името „Вигорозо“ на няколко пъти се появява в сиенските архивни документи: през 1280 г. той е съден за дългове. През 1291 г. е споменат като жител на контрада Сан Донато. Два документа съобщават, че през 1292 г. художникът е работил за сиенския камерлинг - ръководител на Бикерна (една от двете финансови магистратури на Сиена) и за четирима контрольори: през януари 1292 г. той получава 9 солди за рисуване на таволета - корица на счетоводна книга, а през юли 1292 г. за същото той получава 10 солди). Вигорозо е последно споменат на 31 декември 1293 г.; записът съобщава за плащане на художника от 10 солди за изработката на герб за сиенския подест.

## Творчество

### Миниатюри
Вигорозо е известен най-вече като художник миниатюрист. Ръкописи с неговите миниатюри се пазят във Венеция, Флоренция, Сиена и Женева.
Великолепната миниатюра „Дванадесет апостоли“ от Колекция „Виторио Чини“ (Венеция) служи за отправна точка за приписване на авторство на серия миниатюри, изпълнени на пергамент с водни бои от флорентиския Кабинет на рисунките (Уфици). Тук са изобразени популярни сюжети от Евангелието – Благовещение, Сретение, Принасяне в храма и др.
Италианската изследователка Ада Лабриола  приписва на Вигорозо превъзходна миниатюра със сцена на „Страшния съд“ от „Градуал“, съхраняван в частна колекция в Швейцария, и миниатюрата „Генеалогията на Христос“ от библиотеката на Женевския университет.
В най-добрите миниатюри на Вигорозо може да се забележи причудливата изобретателност, характерна за Ранната френска готика, с която той несъмнено е запознат.

### Кавалетна живопис
Вигорозо се занимава и с кавалетна живопис, в която следва наложилата се в края на века в Сиена византинийска традиция.Той е по-консервативен в нея отколкото в миниатюрата. „Мадоната с Младенеца и светии“ в Национална галерия на Умбрия (Перуджа) е единственото произведение, на което стои датат и подписът на художника. Специалистите виждат в него влияние на Гуидо да Сиена и на ранното творчество на Чимабуе, за когото е характерна по-архаична трактовка при изображенията на персонажите. На олтарната картина (в църковната класификация, наречена „досал" - олтарно изображение, изрисувано върху една дъска, която е монтирана в задната част над олтара срещу антепендиума), художникът изобразява Мадоната с Младенеца, оградена от Мария Магдалена, Йоан Кръстител, Йоан Богослов и Св. Юлиана. В горната част - Благославящ Христос и четири ангела. Ранните изследователи (Harrison, 1949; Boskowitz, 1973) смятат, че творбата е създадена около 1282 г. и виждат в нея влиянието на живописта от последователите на Копо ди Марковадо. Италианският изкуствовед Лучано Белози, който изучава творбата след реставрацията през 1994 г., заявява, че тя е създадена през 1291 г. и в нея се усеща влиянието на изкуството на Чимабуе. Преди да влезе в Националната галерия на Умбрия, олтарът е бил в църквата Colleggio della Mercantia, но присъствието на Св. Юлиана свидетелства, че преди това е украсила олтара на църквата „Санта Джулиана“ в Перуджа.
В допълнение към тази единствена безспорна творба на Вигорозо, на него се приписва Мадоната с Младенеца на трона (125x63 cm; Мошано, църква „Сант'Андреа“), триптих от колекцията на Музей „Тисен-Борнемиса“ в Мадрид (Мадоната с Младенеца с осем отличителни белега: сцени от Страстите Христови и петима апостоли), и иконата на Богородица с Младенеца (109х73 см; неизвестно местоположение). Тези произведения обаче нямат ясна атрибуция и не всички експерти ги приписват на работата на Вигорозо да Сиена. Също толкова нестабилен е опитът да му се припише фреска в апсидата на църквата „Сан Бартоломео ин Пантано“ в Пистоя (Карло Волпе, 1954; Алесандро Конти, 1971), която сега се счита за дело на Манфредино ди Пистоя.